# Casa Nova de la Sala
La Casa Nova de la Sala és una obra de Viladrau (Osona) inclosa a l'Inventari del Patrimoni Arquitectònic de Catalunya.

## Descripció
Edifici situat dins d'un jardí (45x30) envoltat per murs, al qual s'hi entra per un gran portal situat entre la masoveria de planta rectangular (15x4), coberta a una sola vessant i de planta baixa, i un garatge- cobert (7x6). La casa és de planta quadrada (12x12) coberta a dues vessants amb el carener paral·lel a la façana situada a migdia. Aquesta presenta a la planta un portal rectangular central d'arc rebaixat, emmarcat en gres i escripturat (Jacinto Bofill 1871) i dos finestrals laterals amb forjats; al primer pis presenta un balcó central amb barana forjada i dues finestres laterals; tres finestres al segon pis, totes elles així com les del primer, amb arc molt rebaixat. La façana E presenta tres finestres rectangulars amb forjat a la planta; al primer pis tres finestrals, i al segon pis tres finestres quadrades. La façana N presenta a la planta dues finestres rectangulars amb forjat; al primer pis tres arcades de porxo d'arc de mig punt amb impostes motllurades i barana de ferro, i dues finestres rectangulars laterals; al segon tres finestres rectangulars amb forjats; tres finestres rectangulars al primer pis i tres més de quadrades al segon.
Cabana de planta rectangular (11x9). Consta d'una sola planta coberta a doble vessant amb el carener perpendicular a la façana N. La façana S presenta, al seu sector O, un cobert que va des del carener al mur o muralla al qual l'edifici està adossat. El cobert, que es recolza sobre pilars de totxo, serveix d'accés a la lliça, a les corts i, mitjançant una rampa, a la casa. L'altra meitat (sector E) està adossada per la part inferior al femer i presenta a la part superior no adossada un mur de totxo. Just sota el carener, la biga del qual es recolza en cinc pilars assentats damunt un mur de pedra hi podem observar també un mur de totxo que arriba fins a sota la biga en el sector N i un altre en el sector S que presenta unes obertures sota el carener que donen a les corts. La part de la façana N, considerada principal, que presenta murs (sector E) un gran portal rectangular amb llinda de roure. A la façana E (sector S) un portal rectangular més petit però també amb llinda de roure que dona a unes corts.
Cabana d'era de planta rectangular (17x6) coberta a doble vessant amb el carener perpendicular a la façana S i sostinguda per un pilar central i dos laterals. Consta de planta, pallissa, un cos de corts en el sector E i un altre cos al sector O utilitzat actualment com a galliner, ambdós en la mateixa planta. La façana principal presenta a la planta un portal rectangular d'arc rebaixat de totxo entre els pilars dels sector E (corts). Un embigat i empostissat divideixen la planta i la pallissa. La façana E està adossada al femer el qual està cobert a un vessant i recolzat en tres pilastres situades al mur de la lliça al sector N. Aquest uneix la cabana d'era amb les corts o cotxeres. La façana N dona a la lliça i presenta només un portal rectangular pel que s'accedeix al galliner. La façana O és cega i es pot observar el mur de contenció amb contraforts que forma part de l'era encaironada, situada davant la façana S, amb forma de semicercle i envoltada per un mur de mig metre d'alçada.

## Història
Edifici del segle xviii relacionat amb l'antic mas Sala que probablement formava part dels 82 masos que existien en el municipi pels volts de 1340, segons consta en els documents de l'època. El trobem registrat en els fogatges de la "Parròquia i terme de Viladrau fogajat a 6 de octubre 1553 per Joan Masmiguell balle com apar en cartes 230", juntament amb altres 32 que continuaven habitats després del període de pestes, on consta un tal "Joan Sala". Els actuals propietaris no mantenen la cognominació d'origen.